# Joe Bradley
Joseph L. "Joe" Bradley (Washington, Oklahoma, 24 de septiembre de 1928-25 de junio de 1987), fue un jugador de baloncesto estadounidense que disputó una temporada en la NBA y otra más en la NPBL. Con 1,91 metros de estatura, jugaba en la posición de base.

## Trayectoria deportiva

### Universidad
Jugó durante cuatro temporadas con los Cowboys de la Universidad Estatal de Oklahoma, llegando a dispurar dos finales del Torneo de la NCAA, en 1946, ante North Carolina, en la que lograron el título de campeones, y tres años más tarde, en 1949, en la que cayeron ante Kentucky. En ambos partidos anotó tres puntos.

### Profesional
Comenzó su andadura profesional fichando en 1949 por los Chicago Stags, donde jugó una temporada como suplente, promediando 1,9 puntos por partido.
Al término de la temporada, el equipo desapareció, realizándose un draft de dispersión, y siendo elegido por los Washington Capitols, pero acabó fichando por los Louisville Alumnites de la NPBL, donde jugó en la única temporada de existencia de la liga, promediando 5,7 puntos por partido.

## Estadísticas de su carrera en la NBA

### Temporada regular
| Temporada | Edad | Equipo        | Liga | P  | TIT | MIN | TC  | TCA | %TC  | 3P | 3PA | %3P | TL  | TLA | %TL  | R.OF. | R.DEF. | REB | ASIS | ROB | TAP | PER | FP  | PTS |
| 1949-50   | 21   | Chicago Stags | NBA  | 46 |     |     | 0.8 | 2.9 | .269 |    |     |     | 0.3 | 0.8 | .395 |       |        |     | 0.8  |     |     |     | 1.1 | 1.9 |
| Total     |      |               | NBA  | 46 |     |     | 0.8 | 2.9 | .269 |    |     |     | 0.3 | 0.8 | .395 |       |        |     | 0.8  |     |     |     | 1.1 | 1.9 |